# 알리레자 파가니
알리레자 파가니(페르시아어: عليرضا فغانى, Alireza Faghani, 1978년 3월 21일 ~ )는 이란 태생의 국제 축구 심판이자 전 선수였다.
그는 2022년까지 여러 시즌 동안 페르시아 걸프 프로 리그에서 심판을 맡았으며 2008년부터 FIFA 명단에 올랐다. 파가니는 2014 AFC 챔피언스 리그 결승, 2015 AFC 아시안 컵 결승, 2015 FIFA 클럽 월드컵과 같은 중요한 경기를 심판했다. 결승전, 2016년 올림픽 축구 결승전. 2017년 리가 1, 2017년 FIFA 컨페더레이션스컵, 2018년 러시아 월드컵, 2019년 UAE AFC 아시안컵, 2022년 카타르 월드컵의 경기를 심판했다. 파가니는 2019년 9월 오스트레일리아 A리그 심판으로 활동하고 있으며, 2023년부터는 국제 토너먼트에서 오스트레일리아 심판으로 활동하고 있다.

## 심판 경력
2019년에 그와 그의 가족은 이란에서 오스트레일리아로 이주했고, 이후 A리그 심판이 되었다. 2023년부터 오스트레일리아 국적으로 FIFA의 국제 심판 목록에 등록 되었다. 파가니가 오스트레일리아를 대표하기로 한 결정은 마흐사 아미니 시위에 대한 그의 지지와 관련이 있다고 여겨졌고, 이는 보복으로 FFIRI가 이란 심판으로서 파가니를 이란 심판에서 제외 됐다.
1. ↑  “2023 Refereeing International Lists - FIFA Digital Assets Hub” (PDF). FIFA. 2023년 1월 4일.
2. ↑  “Alireza Faghani, formerly Iran's most accomplished FIFA referee, will now represent Australia.” (영어). 2023년 1월 5일. 2023년 11월 9일에 확인함 – Twitter 경유.